# 威廉·羅伯特·奧格爾維-格蘭特
威廉·羅伯特·奧格爾維-格蘭特（英語：William Robert Ogilvie-Grant，1863年3月25日—1924年7月26日）是一名蘇格蘭鳥類學家。

## 早年生活和教育

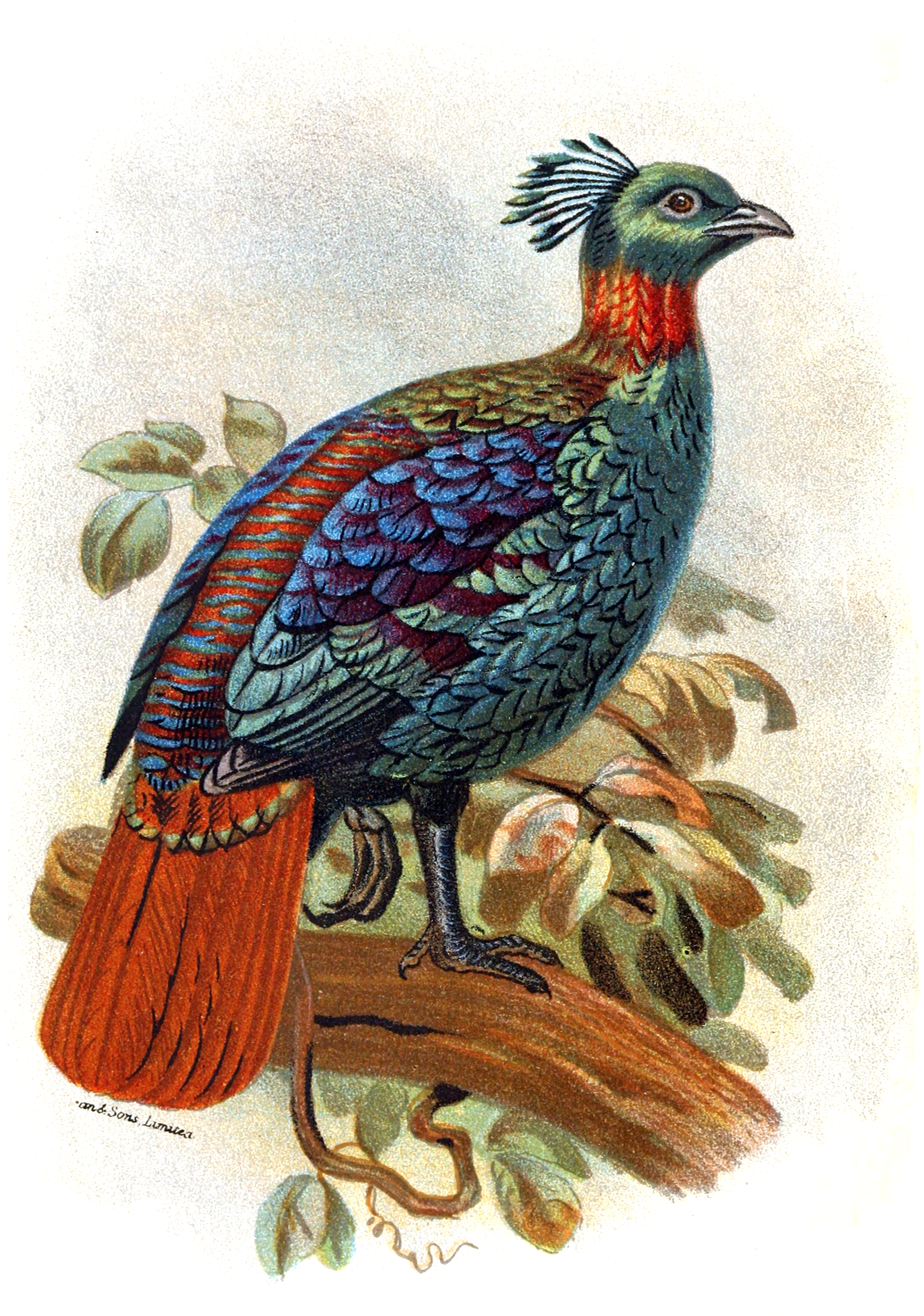
威廉·羅伯特·奧格爾維-格蘭特繪製的棕尾虹雉

奧格爾維-格蘭特出生於1863年3月25日，是喬治·亨利·埃塞克斯·奧格爾維-格蘭特上尉（George Henry Essex Ogilvy-Grant）閣下的次子。奧格爾維-格蘭特曾在愛丁堡費蒂斯公學接受教育，學習動物學和解剖學。他也曾就讀於卡吉爾菲爾德預備學校。

## 職業生涯
1882年，他成為自然史博物館的助理。 他在阿爾伯特·甘瑟的指導下學習魚類學，並於1885年在理察·鮑德勒·夏普訪問印度期間臨時負責鳥類學部。1909年至1918年，他成為鳥類館館長。
他也接替鮑德勒·夏普（Bowdler Sharpe）擔任《英國鳥類學傢俱樂部公報》的編輯，任期從1904年至1914年。
奧格爾維-格蘭特進行過多次採集旅行，尤其是前往索科特拉島、馬德拉群島和加納利群島。

## 個人生活
奧格爾維-格蘭特與海軍上將馬克·羅伯特·佩切爾的女兒莫德·路易莎（Maud Louisa）結婚，育有一子三女。他的兒子馬克·奧格爾維-格蘭特是外交官和植物學家。

## 來源
- Mullens and Swann - A Bibliography of British Ornithology.